# Giới răn trọng nhất
Giới răn trọng nhất là thuật ngữ được sử dụng để mô tả hai điều răn được Chúa Giêsu cho là quan trọng nhất dành cho mỗi người, được tường thuật trong Mátthêu 22:35-40, Máccô 12:28-34 và Luca 10:25-28. Hai điều răn này được Giêsu trích dẫn từ Luật Môisê trong Cựu Ước.
Phúc âm Mátthêu (Mátthêu 22:34-40) kể rằng
Thế nào là người lân cận (có bản dịch khác là người láng giềng), trong Dụ ngôn Người Samaria nhân lành, Giêsu giải thích đó là bất cứ người nào mà ta gặp, láng giềng bao gồm tất cả những người đang cần giúp đỡ, và như thế phải tỏ sự nhân ái, biết quan tâm người khác. Trong bài giảng trên núi, Giêsu cũng nhắc nhở: "Phúc thay ai xót thương người, vì họ sẽ được Thiên Chúa xót thương." (Mátthêu 5:7).
Cuối cùng, ông cho rằng: tất cả Luật Môisê và các sách ngôn sứ đều tùy thuộc vào hai điều răn ấy. Có thể hiểu Giêsu đã nhập điều răn "kính Chúa" và điều răn "yêu người" thành một điều mà ngày nay thường được xem là điều luật quan trọng đối với đạo đức Kitô giáo.

## Bối cảnh
Giêsu thường bất đồng với cách sống Lề Luật cứng nhắc và giả tạo của giới học sĩ Do Thái giáo khiến họ có ác cảm với ông. Nhiều lần gài bẫy về quan điểm nộp thuế cho Caesar nhằm hạ thấp uy tín của Giêsu nhưng vẫn thất bại, nhóm biệt phái muốn tấn công ông bằng một phương pháp khác: họ sai một tiến sĩ luật đến hỏi: "Thưa Thầy, trong sách Luật Môisê, điều răn nào là điều răn lớn nhất?". Lề Luật mà người Do Thái thường dùng là chỉ toàn bộ các điều luật có trong Cựu Ước. Luật này gồm 613 điều, trong đó có 365 điều luật cấm và 248 điều luật truyền làm - một con số không hề nhỏ. Câu hỏi của tiến sĩ luật lại không nhằm vào một điều luật cụ thể nào vì trước đó, họ cũng bất đồng với nhau về vấn đề này. Hơn nữa, họ muốn gây khó khăn hoặc thử thách mức độ thông luật của Giêsu. Nếu ông chọn một trong số ấy để cho rằng đó là điều quan trọng nhất thì ông đã khinh các luật còn lại, hoặc ngả theo một nhóm ủng hộ cho điều luật đó, dẫn đến việc ông sẽ bị mất uy tín.
Giêsu đã trả lời: "Ngươi hãy yêu mến Đức Chúa, Thiên Chúa của ngươi, hết lòng, hết linh hồn và hết trí khôn ngươi. Đó là điều răn lớn nhất và điều răn đứng đầu nhất". Luật này được ông trích trong Sách Đệ Nhị Luật 6:5 nhưng ông có thay đổi một chút về ngôn từ: sách luật dùng chữ "hết sức" nhưng Giêsu dùng chữ "hết trí khôn". Giêsu còn thêm:"Nhưng điều răn thứ hai cũng giống điều răn ấy là ngươi hãy yêu thương kẻ khác như chính mình ngươi". Luật này ông trích ở Sách Lêvi 19:18. Theo đó, Thiên Chúa phán cùng Môisê: "Ngươi không được trả thù, không được oán hận những người thuộc về dân ngươi. Ngươi phải yêu đồng loại như chính mình. Ta là Đức Chúa.".